# 経済制裁
経済制裁（けいざいせいさい、英語: economic sanctions）とは、経済の力をもって制裁を加える国家行為である。
ある国家の行った、不当もしくは違法な行為に対して、行政府や議会などが民間企業や大衆に呼びかける道義的ボイコットから、封鎖海域や港湾などを設定し、区域を航行・停泊する商船に臨検を行い、敵性国家に所属する貨物等を拿捕・没収するなど、さまざまな手段がある。また資産凍結など、金融制裁の手段がとられることがある。

## 概要
経済制裁は、対象国に国外から入手していた物資を欠乏させることによって国内的な問題が生じることを狙った外交政策の一環である。一般的に、経済制裁を受けた国家は、経済成長が抑制されるために国力が低下する傾向がある。しかし、経済制裁は軍事的強制手段と比較すれば遅効性であり、また中立国など第三国と経済関係を持つことも可能であるため、
- 代替可能性が最小の商品を選んで規制すること。
- 第三国からの経済支援を阻止すること。
- 国内経済へのコストやマイナス要因に配慮すること。
- 逆に相手からも経済封鎖される危険性を考慮すること。
- 経済的に打撃を受け窮乏した相手国国民が悪感情を抱き、相手国をさらに敵対的・攻撃的にさせる危険性を考慮すること。

以上の5点に注意を要する。
これらの問題を解決するために、集団的な制裁を行う場合も各国の国益の相違や抜け駆けなどによって制裁が機能しない場合、また、関係国の内部で摩擦が起こる場合も考えられるため、マーガレット・ドクシーは「経済制裁は真の目標を見失ってしまいかねない鈍い手段であり、ブーメラン効果（自国経済への反動）すら生み出しかねない手段である」と述べた。
経済制裁は非軍事的強制手段のひとつであり、武力使用（交戦）による強制外交と同様に外交上の敵対行為と見なされる。もっとも、どの水準をもって敵対行為と見なすかについては国際的合意が存在しているわけではなく、一般には道義的ボイコットの水準においては宣戦布告と見なされることはない。一方で封鎖海域の設定や臨検の実施、拿捕、金融資産の凍結、敵性船舶貨物等の再保険の制限や禁止、敵性資産の没収などは敵対行為とみなされる可能性があり、紛争当事国以外の国家による経済制裁への任意の協力は戦時国際法における中立国の権利義務に抵触する可能性がある。
国際連合の主要機関である国際連合安全保障理事会の決議に基づく経済制裁においては、一定の期間、当該国家の輸出入を停止する。その他、主要貿易相手国によるものや主要物資に掛かるものなどがある。この際に行われる臨検は経済制裁の一環であり軍事行動（制裁戦争）としての性格を持つ。
日本国憲法第9条は戦争放棄を規定しているが、放棄されているのは侵略戦争であって、自衛戦争や制裁戦争は禁止されていないと解釈されており、日本が独自に、あるいは国際連合の決議や同盟国の依頼に協力して経済制裁を実施することは、日本国憲法の規定には抵触しない。
経済制裁によって死者が出ているという報告がある。ベネズエラで数万人が、イラクで幼児50万人が犠牲になったという。

## 歴史

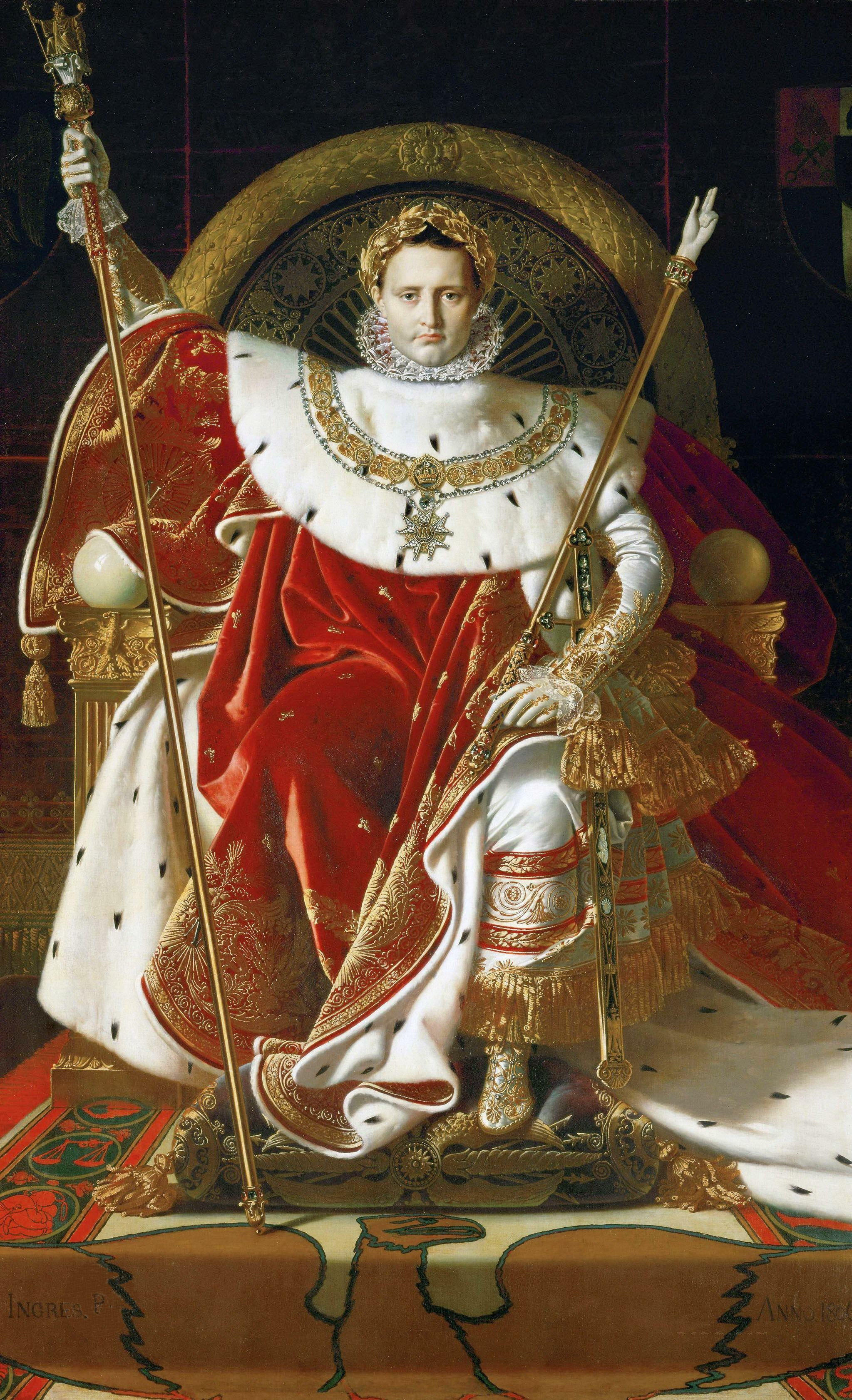
ナポレオン1世の大陸封鎖令は経済制裁の萌芽となる。

制裁戦争の手段として経済を武器とする手法は紀元前432年のギリシャの政治家ペリクレスによるメガラ法令など、私掠船の歴史以前から見られる。14世紀の百年戦争では、イングランド王国エドワード3世がフランス王国への羊毛輸出の禁止に踏み切り、このことでフランドルをイングランド王国の味方につけた。
しかし、経済制裁が本格的な手段として確立されたのは英蘭戦争や大陸封鎖令のころである
20世紀以前は、国家の目標を実現する手段として比較的簡単に戦争が用いられ、戦争は外交交渉の一つとみなされていた（カール・フォン・クラウゼヴィッツ『戦争論』など）。しかし、産業革命によって国家間貿易が盛んになると、経済制裁によって相手に打撃を与えるという手段が可能になる。
19世紀初頭、フランス皇帝ナポレオン1世率いるフランス帝国（フランス第一帝政）はヨーロッパ大陸の大部分を征服した。しかし、イギリスはナポレオンに屈せず、トラファルガー海戦（1805年）でフランス海軍を破ったことにより大陸軍の侵攻を阻んだ。そこでナポレオンはイギリス商品を大陸から締め出し、またフランスとその同盟国がイギリスへ食料品を輸出することを禁止した（大陸封鎖令）。この大陸封鎖令はイギリスだけでなく、大陸諸国を苦しめ、1812年ロシア戦役や同盟国の離反、ナポレオンの没落へと繋がっていく。
19世紀には経済自由主義の原則が浸透し、たとえ交戦国同士でも通商・貿易を規制することは憚られるようになった。ハーグ会議（1899年・1907年）では戦時においても一般市民の財産を保護されるべきことが合意された。ロンドン宣言では戦争に関わらない貨物物資の捕獲が禁止された。
しかし、列強同士の総力戦となった第一次世界大戦ではそのような原則は通用しなかった。連合国のイギリスはドイツ帝国および中央同盟国に対して海上封鎖を実施。イギリス海軍はスコットランド-ノルウェー間（北海）の約300海里とドーヴァー海峡の約20海里を封鎖し、対独封鎖線を突破しようとするドイツ艦船を撃沈していった。これによってドイツは戦線の膠着もあって経済的な苦境に陥り、1918年の敗戦とドイツ革命に繋がる。

### 国際連盟

旧国際連盟本部（現国際連合ジュネーブ事務局）パレ・デ・ナシオン。

第一次世界大戦後、厭戦気分と平和への渇望が広がり、世界平和が強く求められるようになった。それを受けて各国は国際連盟を創設し、戦争を抑止しようとした。国際連盟では紛争を解決する手段としての戦争が連盟国相互において原則として否定され、一方的な軍事行動に対しては経済制裁を中心にして圧力をかけることが定められた。
1934年、ファシスト党のムッソリーニ率いるイタリア王国がエチオピア帝国に侵攻した（第二次エチオピア戦争）。国際連盟はイタリアに対して経済制裁を開始した。これは国際連盟規約第16条が史上唯一適用された事例であった。しかし、イギリスとフランスの対応が誠意を欠いたものであったため、制裁は効果を出すことなく失敗に終わった。この失敗は、国際連盟の威信を傷つけ、経済制裁の評価を落としてしまう。

### 戦後

1959年の世界。冷戦構造は変化しながらも1989年頃まで続いた。

第二次世界大戦後、連合国は再び世界が戦禍に見舞われる事を防ぐために国際連合（国連）を結成した。国際連合は国際連盟と同じく経済制裁を制裁として制度化したが、国際連盟の場合と異なり武力制裁も制度化し、経済制裁と武力制裁を組み合わせた圧力で集団安全保障を機能させようとした。
国連が経済制裁を発動させるためには、安全保障理事会（安保理）の3分の2以上の賛成かつ常任理事国の反対（拒否権発動）がない必要があり、冷戦期は常任理事国が資本主義陣営と社会主義陣営に分かれて対立したため、制裁に一貫性がなく効果的に機能しないことが多かった。
国連の経済制裁が機能しなかった代わりに、東西陣営・地域機構ごとの制裁がしばしば行われた。コミンフォルムの対ユーゴスラビア制裁や米州機構による対キューバ制裁などが挙げられる。第4次中東戦争の時には、アラブ石油輸出国機構が親イスラエル国家（日米欧など）に対して石油の輸出制限を行い、オイルショックが発生した。

## 過去の事例

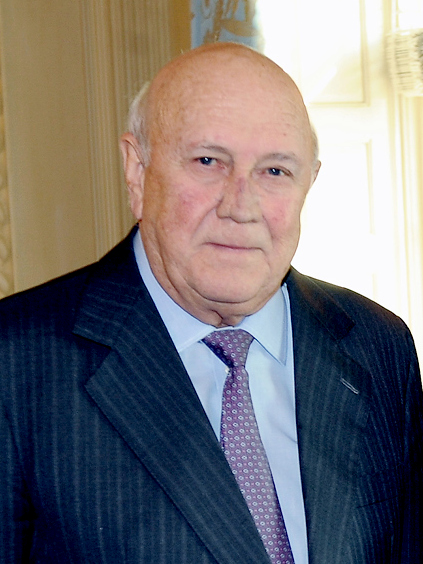
南アフリカの大統領フレデリック・ウィレム・デクラーク。法律上のアパルトヘイトを全廃し、南アフリカの経済制裁解除へ道筋を開いた。

### 第一次世界大戦から第二次世界大戦まで
- イタリア王国 - 第二次エチオピア戦争に対する国際連盟による制裁決議（1935年10月7日）

イタリアは1937年12月11日に国際連盟を脱退。
- 日本 - ABCD包囲網（1930年代後半 - 1940年代）

1928年5月14日、上海反抗日軍暴行委員会による対日経済絶交。1937年10月5日、アメリカ大統領ルーズヴェルトによる「隔離演説」。国際連盟は1938年9月30日に連盟規約第16条の制裁発動が可能であることを確認する決議を採択。既に国際連盟から脱退していた日本は「連盟諸機関に対する協力」も廃止し、連盟各国による対日経済制裁は国際法上における一方的行為の状態であった。

### 国際連合
- ローデシア - 人種差別による一方的な独立など（1969年 - 1979年）
- 南アフリカ共和国 - アパルトヘイトなど（1962年 - 1991年）
- イラン - イラン・イラク戦争（1980年 - 1988年）

この他にイランはウラン濃縮などの核兵器開発に対する安保理決議1737（2006年12月）・同1747（2007年3月）・同1803（2008年3月）の採択により経済制裁を受けている。
- イラク - イラン・イラク戦争、クウェート侵攻、大量破壊兵器保有疑惑（1980年 - 2010年）
- リビア - パンナム機爆破事件関与（1992年 - 2003年9月）、2011年リビア内戦（2011年）
- スーダン - ダルフール紛争での非アラブ系住民の虐殺（1996年6月 - 2001年9月）
- アフガニスタン - 当時のターリバーン政権と国際テロ組織アルカーイダとの関係（1999年10月 - 2002年1月）

### 地域的国際機構による制裁
経済制裁は伝統的に安全保障上の非軍事的強制行為として発展してきたが、第二次世界大戦後の多国間条約時代においては、経済連携協定や環境協定、労働協定などの実効性を担保する目的として設定されることがある。WTO・GATTの制裁措置、EU・ECBの財政協定、京都議定書などにも制裁規定が設定されており、条約上の目標水準に違背する場合には対象加盟国に対する貿易制限措置や制裁金を課すことが規定されている。
これとは別に、EUやOAS、OPECなど、地域的国際機構が結束して特定国家の行為に自主的な制裁を科す事例がある。この場合、制裁の対象となるのは加盟国とは限らない。
- ドミニカ共和国 - ベネズエラ大統領ロムロ・ベタンクール暗殺未遂を受けての米州機構による経済封鎖・ 国交断絶措置（1960年）
- イスラエル支持国（アメリカ・オランダ・日本など） - OPEC諸国が石油禁輸制裁を行い、第一次オイルショックが発生（1973年）
- アルゼンチン - フォークランド紛争時（1982年）-イギリスの要請により欧州共同体(EC)による経済制裁。

### 個別国家による独自の制裁
アメリカ合衆国（国際緊急経済権限法）
- ミャンマー - 軍事政権に対して（1997年 - 2016年）

## 現在経済制裁を受けている国

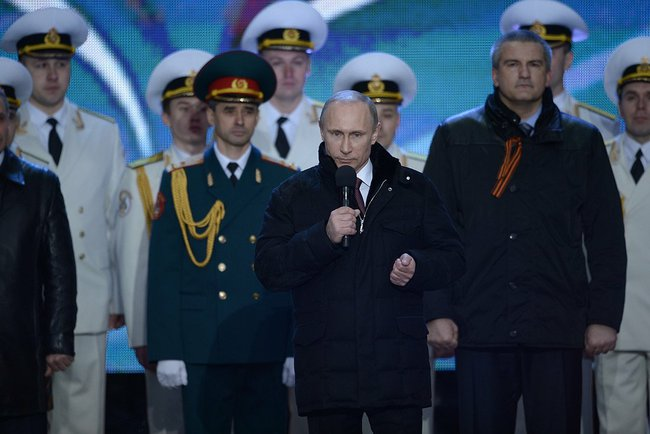
赤の広場でクリミア併合への支持を訴えるロシア連邦大統領ウラジーミル・プーチン。形式的には、ロシアは独立国クリミア共和国からの申請によりクリミア半島を自国に編入した。西側諸国はロシアがウクライナからクリミア自治共和国を奪い取ったとみなし、ロシアに経済制裁を加える。

### 国際連合による制裁
- 朝鮮民主主義人民共和国（北朝鮮） - 核兵器・弾道ミサイルの開発とその保有に対する2006年の国際連合安全保障理事会決議1718の採択により経済制裁を受けている。また日本が独自に行う特定船舶入港禁止法と外為法を利用した経済制裁も受けている。（詳細は朝鮮民主主義人民共和国に対する制裁を参照のこと。）

### 個別国家・地域的国際機構による制裁
アメリカ合衆国・ 欧州連合などによる制裁
- キューバ - キューバ革命後の米国企業の国営化を理由に、1962年からアメリカによる経済制裁を受ける[9]。この制裁は現在も解除されていない。
- ジンバブエ - 土地改革や不正選挙を理由に、2002年からEU、アメリカ、イギリス、オーストラリア、カナダ、北欧諸国による制裁を受ける[10]。
- ベラルーシ - ルカシェンコ大統領による強権的な政治を理由に、EU、アメリカ等による制裁を受ける[11]。2022年、ウクライナに侵攻するロシアへの協力で制裁。
- ロシア - 2014年のクリミア併合以降、アメリカ、EU等から制裁を受けている。さらに2022年のウクライナ侵攻により大規模な制裁を受けている。
- 中国 - 2019年-2020年香港民主化デモに関連した中国本土の香港に対する政治的関与や、中国政府のウイグル族に対する人権侵害等を理由に、アメリカから制裁を受けている。

## 民間企業や市民社会組織による「制裁」
古くは国際消費者運動が特定企業に対する国際ボイコットを行ってきた。こうした運動は、冷戦後、国際規範の拡大と浸透に伴い、人種差別、人権侵害、戦争犯罪を犯した国家・政府を対象とするようになった。西側諸国や国連等の制裁に連動した官民一体となった制裁が見られるようになり、総称して「民」の制裁と呼ばれる。1995年にフランスの地下核実験に対して日本をはじめ各国でフランス政府への抗議に留まらず、フランス製品（ワイン、ベッドなど）の不買運動が起きたことはその最たる例である。ただし同年に核実験を行った中国に対する運動はほとんど盛り上がらず、一貫性のなさが批判された。
中国は辛亥革命による中華民国の成立前後から欧米列強や日本の進出に対抗する目的で民間ボイコットを多用してきた歴史がある（日貨排斥運動）。21世紀に入ってからも、官の誘導により「民」が主体となって外国政府・企業に対して制裁的行為を行うことがある。2010年の尖閣諸島中国漁船衝突事件では、レアアースの対日輸出を停止したのは企業の判断という建前になっている。2012年の尖閣諸島国有化に際しての在中国の日本企業に対する暴動も、民の制裁として位置づけられる。
2022年のロシアのウクライナ侵攻に際して、政府とは別に西側企業や団体は、ロシアからの資本の撤退、取引停止などを行い、ロシア社会に大きな影響をもたらした。
「民」の制裁は、国家や国際機構による制裁に比べて、国際世論形成に一定の力をもつものの、一貫性や通時性が少なく、熱しやすく冷めやすいという欠点がある。「村八分」的な過剰な同調圧力が発生し、2022年のウクライナ侵攻時にはロシア人に対する宿泊拒否宣言（後に撤回）などがみられ、違法な行為あるいは非人道的行為につながる可能性も指摘される。

## 効果

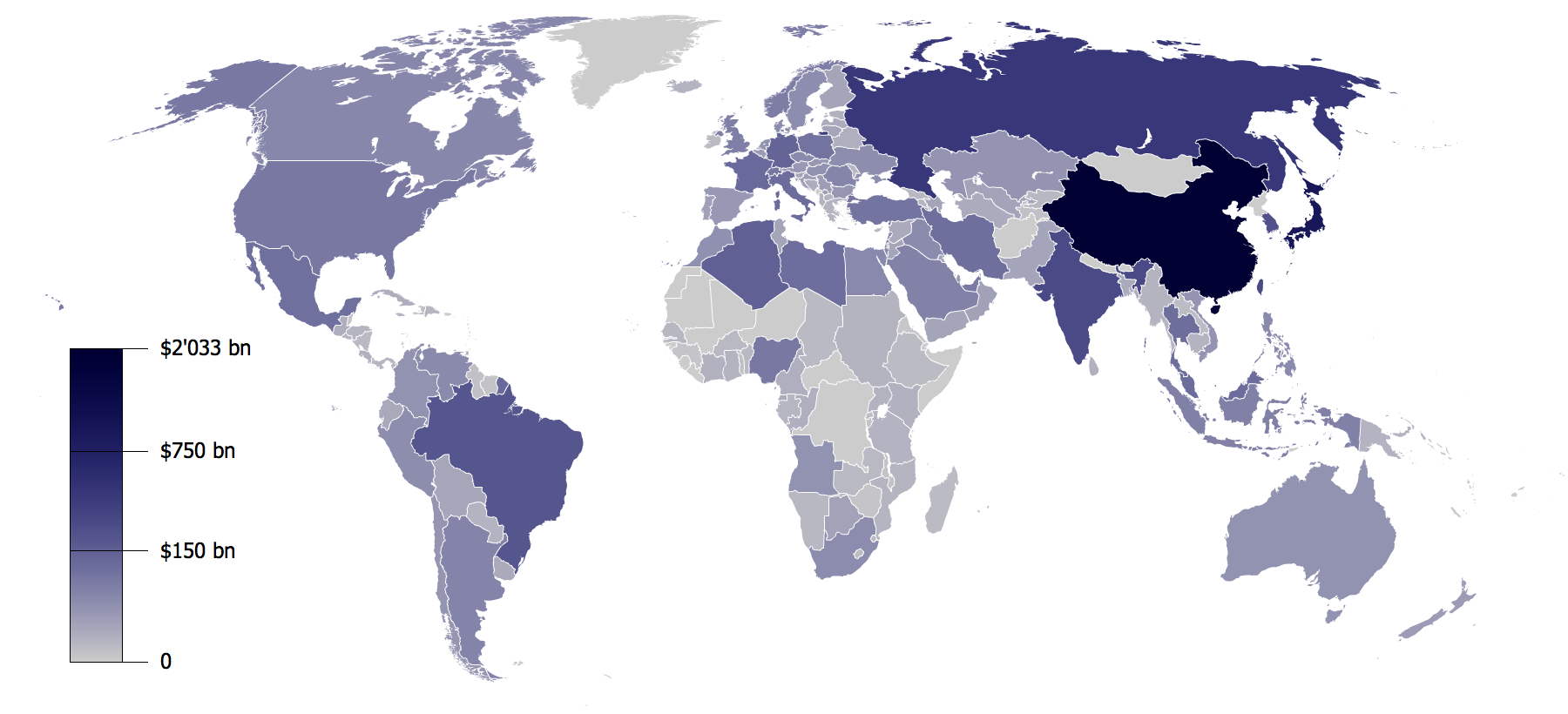
各国の外貨準備高(単位：100万米ドル、CIA Factbookより(2006年4月アクセス))。一般的に外貨準備が豊富なほど経済制裁に耐えやすいが、当然ほかの要素にも左右される。

9経済制裁は対象国の経済情勢によって効果が変わってくる。一般的に効果の代償を左右する要素として下のようなものが挙げられる。
貿易依存度
貿易依存度が高い国ほど経済制裁による打撃が多い。
経済規模
対象国の国民所得が小さい国ほど経済制裁による打撃が多い。
貿易相手国
対象国が多くの国と貿易をしている場合、経済制裁に対抗しやすくなる。
貿易代替
対象国が他の貿易相手国を簡単に見つけられる場合は制裁の効果が薄まる。1954年、ソ連がオーストラリアからの羊毛を輸入禁止にしたがほとんど効果はなかった。
外貨準備
外貨準備の蓄えが多ければ、輸入が止められない限り時間稼ぎをすることができる。
経済制裁の監視
経済制裁の実施に関して監視が十分な場合は効果が高まる。
経済体制
国家貿易国などでは経済制裁の負担は国民には直接及ばず、経済制裁に耐えやすい。民主主義国でなければ言論統制などによって世論を抑え込むこともできる。
一方で経済制裁を阻害する要因もある。経済制裁の対象となっている国は立場が弱いため、悪い条件でも貿易相手を欲しがる傾向がある。第三国にとっては良い条件で制裁対象国と貿易をするチャンスでもあり、経済制裁に参加しないことで大きな利益を上げることができる場合がある。また、国際政治的に孤立し友好国を探していることが多いので、同じく孤立している国同士などで友好関係を築き協力し合うことがある。また、経済制裁を行う国も貿易相手国が減るのには変わりなく経済的打撃を受けることがあり、特に経済大国に対して制裁を行うのは消極的になりやすい。
1930年代には経済制裁の結果、イタリアや日本を追い詰め日独伊三国同盟を締結させた例もある。経済制裁が期待した効果を生み出すとは限らない。

## 技術革新
経済制裁は、制裁された国家に物資や資金の不足をもたらす。それは資金・物資の不足を克服するために、代替品の発明を促すこともある。
第一次世界大戦時のドイツは、イギリスに海上封鎖されたため、 硝石（チリ硝石）が輸入できなくなった。硝石の不足によって爆弾（火薬）の製造に不可欠な硝酸が手に入らなくなる。そこで化学者フリッツ・ハーバーが窒素からアンモニアを作る方法を発明する（ハーバー・ボッシュ法）。これによってドイツは火薬だけでなく肥料も作れるようになり、戦後ハーバーはノーベル化学賞を受賞、ハーバー・ボッシュ法は、農業生産に欠かせない存在となる。
その他にも、第一次大戦中にドイツは、石炭から石油・合成ゴムを作る技術を発明した。
ファンタは、第二次世界大戦時にコカ・コーラ原液の輸入が不可能になった、ドイツのコカコーラ現地法人によって作られた代替品を起源とする。

## 人道的問題（犠牲者の存在）
経済制裁は敵対国家の国民や経済を疲弊させることで対象国の混乱を狙ったものではあるが、食料品や医薬品などの禁輸に至った場合、餓死者・病死者を生むことによって人道上の問題が発生しうる。そのため生活必需品の禁輸に関しては慎重に行うべきという意見もある。具体的な対応として湾岸戦争時の石油食料交換プログラムのように制裁と別に人道的面から制裁品の一部輸出入を認めるプログラムを実施したケースが有る。
経済制裁の対象を権力者や軍事的産業・軍用に転用できる品に限定することで人道的な問題を回避する「スマートサンクション」と言った考え方もある。
一方で人道的配慮から支援された食料品・医薬品が政府によって横流しされて資金化・軍備化され経済制裁の抜け穴にされる懸念もある。また制裁対象を一部の権力者のみに限定した制裁では実効的効果は持たず、心理的な効果しか与えないという厳しい意見もある。

### 第三国への影響
安全保障理事会による経済制裁によって、制裁を受けた国家と関係が深い制裁対象国ではない第三国が、経済的な影響を受けてしまう可能性がある。
これらは、国際連合憲章第7章第50条「経済的困難についての協議」において規定されており、第三国は安全保障理事会において協議する権利を有する。

### 犠牲者について
（世界的に有名な医療雑誌の）ランセット・グローバル・ヘルス・ジャーナルが公表した記事（2025年8月、Vol13)によると、（制裁による死者数は）過去10年間で毎年564,000人と推計される。これは世界の武力衝突による犠牲者に匹敵する。
（この数字は）152カ国からの10年間のデータを分析して得られたものである。研究は、経済学者のフランシスコ・ロドリゲス、シルビオ・レンドン、そしてマーク・ウェイスブロットによるもの。
制裁を西側諸国が好む理由は、破壊力が小さいからではなく、犠牲が見えづらいからだという。
制裁は、医薬品や食料、必要なインフラ（生活基盤施設）、そして飲料水や電気システムを維持するために使う交換部品など、必要不可欠な輸入品の入手を妨げる。
制裁による犠牲者の多くが5歳未満の幼児であった。幼児は栄養失調になると、下痢、肺炎、はしかなどの幼児期特有の病気によって亡くなることが多い。
以下に各国の例を示す。

#### イラク
対イラク制裁によって食糧や医薬品が不足し、50万人もの幼児が死亡したというUNICEFのレポートが1999年に発表された。UNICEFのレポートを批判する論文もある。全世代で150万人が亡くなったという。

#### 北朝鮮
2017年には5歳未満の幼児の19%が栄養不足による成長阻害状態であり、2018年時点で6万人のこどもが、命を脅かす深刻な栄養失調である。
米国のラトガース大学教授スージー・キムらが発表したレポートによれば、2018年に最低でも3,968人が亡くなったと推計を出していて、その中に5歳未満の子ども3,193人と72人の妊婦が含まれている。制裁が国連の人道支援プログラムを遅らせており、資金不足が原因である。
北朝鮮政府は、「野蛮な制裁は、人権侵害であり、大量虐殺に相当する」として、停止を求めている。複数の国が、母親や子供向けの物資を含む医療機器や医薬品の輸入を妨げてきたという。

#### アフガニスタン
制裁により食糧の調達が難しくなっているようで、このままだと2300万人が飢餓になり、数百万人が実際に死亡するリスクがあると再三にわたって国連が警告した(2022年の情報）。
2023年時点で、アフガンの病院では医療器具やスタッフが不足している。UNICEFによれば本来は治療できる病気により、毎日167人の子どもがアフガンで亡くなっている。BBCの記事には「タリバンが政権を取ってから、外国から公共医療に対して出資された資金が凍結された」という表現があり、制裁の影響を感じさせる。毎日167人とは、一年あたり約6万人が死亡するということである。

#### ベネズエラ
経済政策研究センター（CEPR）が、経済学者のマーク・ワイズブロットとコロンビア大学教授ジェフリー・サックスの報告書を発表した。報告書によると、トランプ政権が2017年から課した経済制裁によって4万人が死亡した。制裁は命をつなぐ医薬品、医療機器、食料、その他輸入している必需品をベネズエラ国民から奪い取っており、これは米国の国内法、国際法に違反していると言う。
元国連専門家のアルフレッド・デ・ゼイヤスは、2020年3月時点で、少なくとも10万人が制裁で亡くなったという推計を出した。
国連特別報告者アレーナ・ドウハンは、「破壊的な影響」という言葉を用いて、制裁が全ベネズエラ国民に、特に子ども、女性、障害者、命の危機に瀕した病人に対して劇的な影響を与えてきたと話した。制裁前と比較すると、国家歳入が99%ダウンした。公共部門の給与は、2015年には150〜500USドルであったが、2020年には1〜10USドルに下落した。

#### イラン
イラン政府高官によると、アメリカの制裁により医薬品が入手出来なくなり、コロナ患者数千人が亡くなったという。イランのメディアによれば、制裁が経済を悪化させ、必要な医薬品や医療器具を買う資金が不足した。イラン国内の数万人の患者が、必要な薬の欠如により亡くなったか、または重い病気を悪化させた。国連人権高等弁務官事務所によれば、サラセミア（地中海貧血）という難病の患者が、制裁の影響で薬を入手出来なくなり、多くの人が亡くなった。

#### シリア
国連特別報告者のアレーナ・ドウハンは、2022年11月、アメリカとヨーロッパがシリアに対して課した制裁が、数百万人の無実の市民を抑圧していると警告した。「全てのシリア市民が、飲料水や電気、燃料、食事の深刻な不足により、命が脅かされた状況にいる」と報告した。一方的な制裁が全市民に対して破壊的な影響を与えている。「シリアにおける現在の悲劇的で、今なお悪化している状況下で制裁を継続することは、全シリア市民に対する人道的罪に該当する可能性がある」、そう彼女は発言した。2019年以降、物価が8倍以上に増加し、数十万の仕事が失われ、制裁が食料や医薬品、原材料など必要なものの輸入を妨げた。
政治科学研究者のリチャード・ハナニアによれば、数千人が制裁により亡くなった可能性がある 。

#### ハイチ
ハーバード大学の国際公共医療の専門家によって公表された研究によれば、石油の通商禁止と制裁が、毎月1,000人の子どもを殺している（1993年の報道）。ハーバード汚染物・開発研究センター所長のリコルン・C・チェンによれば、法律的には禁止されていないにしても、食料と医薬品の入手が実際は妨げられている。

#### キューバ
（キューバ政府）保健省国際部責任者であるフェルナンデス医師は、「（通商禁止措置は）大量虐殺だ」と話している。